# 特里格弗·布拉特利

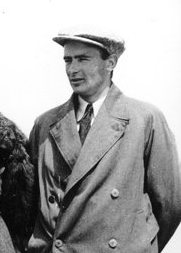
特里格弗·布拉特利

特里格弗·马丁·布拉特利（挪威语： 聆听ⓘ，1910年1月11日—1984年11月20日），挪威政治家。 
布拉特利生于内特岛，在那里他上完小学。他有一段时间是失业的，曾当过信使、捕鲸船员和建筑工人。1928年他加入工党青年组织，30年代任《劳动青年报》编辑。在纳粹入侵挪威期间他任命为工党的危机委员会秘书，1941年希特勒颁布了臭名昭著的“夜与雾法令”，这是针对被占领国的抵抗运动，用于提供镇压方式的法令。1942年他被德国人拘捕，从1943年到1945年他被关押在德国集中营和监狱中。
在返回到挪威以后，1945年他成为了工党的副主席，担任新组成的防御委员会委员，1965年他被选为工党主席。从1950年到1981年他在国民议会任职，并曾任财政和运输大臣。从1971年到1972年和从1973年到1976年他是挪威首相。1970年6月，挪威第三次提出加入欧共体的申请并与欧共体进行了谈判，1972年1月谈判结束，布拉特利政府与欧共体签订了加入欧洲共同体的协议，但协议被同年9月挪威举行的全国公民投票否决（反对者为53.9%，支持者为46.1%），他辞去了他的内阁首相职务。
特里格弗·布拉特利被认为一位熟练的政客和正直的人。他写了一定数量的自传体和政治书籍。关于他在德国集中营时的经历——“囚犯在夜和雾里”（Fange i natt og tåke）在挪威成为了一本畅销书。
| 前任： 佩尔·博顿     | 挪威首相 1971年－1972年 | 繼任： 拉尔斯·科瓦尔   |
| 前任： 拉尔斯·科瓦尔 | 挪威首相 1973年－1976年 | 繼任： 奥德瓦尔·努尔利 |